# Francisco García Martino
Francisco García Martino (Berja, provincia de Almería, 5 de abril de 1828 - Madrid, 6 de enero de 1890) fue un ingeniero y político español.

## Biografía
Se graduó en 1852 en la Escuela de Ingenieros Forestales de Villaviciosa de Odón. En 1854 dirigió la comisión encargada de estudiar las estepas de la Península Ibérica. De 1856 a 1859 amplió estudios en la Academia forestal de Tharandt (Alemania). Clasificó los montes públicos en la provincia de Soria. Desde 1865 fue vocal de la Junta Consultiva de Montes y en 1867 investigó las cuencas de los ríos Lozoya y Guadalix.
Desde 1868 hasta 1887 fue jefe de la Comisión del Mapa Forestal de España y participó en la Avance del mapa forestal con Andrés Antón Villacampa, Agustín Romero López y Ramón Xérica Idígoras. En 1869 fue nombrado director general de la Junta General de Estadística, responsable de los trabajos de cartografía forestal. En 1868 fundó la revista Revista Forestal Económica y Agrícola y en 1873 fue nombrado jurado de la Exposición Universal de Viena.
Elegido diputado en las elecciones generales españolas de 1871 y abril de 1872 por el distrito de Albarracín (provincia de Teruel). En las elecciones generales españolas de 1881 fue diputado por el distrito de Molina de Aragón. En 1886 fue elegido académico de la Real Academia de Ciencias Exactas, Físicas y Naturales, pero murió cuatro años más tarde sin tomar posesión. 

## Obras
- Los montes y el Cuerpo de Ingenieros en las Cortes Constituyentes (1871)